# Surplex
Surplex GmbH, amb seu a Düsseldorf, és una casa de subhastes industrials especialitzada en el comerç de maquinària de segona mà. L'empresa compra i ven maquinària i equips industrials usats arreu del món, realitza subhastes en línia i ofereix taxacions i valoracions. És una de les poques empreses de l’antiga nova economia que avui dia es manté en xifres positives.

## Història

### Fundació
Surplex.com AG va ser fundada pels germans Bruno i Florian Schick a finals de l’any 1999 com a típica empresa emergent de l'era puntcom. La idea central era desenvolupar un mercat en línia que simplifiqués la compravenda de maquinària de segona mà i fes més transparent el mercat de la maquinària usada, que estava molt segmentat.
Aquest model de negoci va atreure molts inversors institucionals i privats. Consorcis de capital de risc internacionals, com ara el Carlyle Group o el grup francès Vivendi, hi van invertir uns 50 milions d’euros en total. També hi va haver inversors privats de renom, com ara Lars Schlecker, Lars Windhorst, Marc Schrempp o el president de Fiat, Paolo Fresco, que van contribuir a Surplex.
La plataforma B2B de Surplex va ser líder en la venda de maquinària i equips de segona mà des de l’inici de l’activitat comercial i l’any 2001 va ser distingida com a millor plataforma per Forrester Research. Fins al 2006, Surplex va publicar .communicator, la revista especialitzada més gran del món sobre béns industrials de segona mà (tirada de 45.000 exemplars).

### Crisi (2001-2003)
Quan va esclatar la bombolla puntcom, Surplex.com AG també va caure en una greu crisi. Es van tancar sucursals, la seu de l'empresa es va traslladar de Berlín a Düsseldorf i la major part dels 140 llocs de treball que hi havia aproximadament es van suprimir. Al març del 2003, Michael Werker, que havia arribat a Surplex procedent del grup d’enginyeria tradicional Deutz, va fer-se càrrec de la direcció de l'empresa.

### Consolidació (2004-2009)
Entre el 2004 i el 2009, la plataforma de subhastes surplex.com va anar creixent constantment. Des d’aleshores celebra grans subhastes industrials, per exemple, per a Linde, ABB, ThyssenKrupp i Bayer. El model de negoci purament digital del començament es va complementar amb serveis presencials, tal com és habitual en el comerç clàssic de maquinària. Amb aquesta estratègia d’unir els serveis en línia i els presencials, Michael Werker i Uli Stalter van fundar Surplex GmbH a principis del 2009.

### Internacionalització (des del 2010)
Des del 2010, Surplex GmbH ha registrat un creixement constant. El nombre de treballadors va augmentar de 15 a més de 200 fins a l’any 2020, mentre que la facturació va arribar gairebé als 100 milions d’euros el 2019. L’any 2013 es va fundar la primera sucursal fora d’Alemanya, la italiana Surplex Srl. Avui dia, Surplex té oficines a 13 països europeus (dades del novembre del 2020), entre els quals hi ha Espanya, França i Gran Bretanya.
Des de l'estiu del 2020, Ghislaine Duijmelings, que compta amb experiència internacional, dirigeix l'empresa juntament amb Michael Werker i Ulrich Stalter com a tercera directora general.
L'agost de 2024, Surplex va ser adquirit per TBAuctions, un grup europeu multimarca (Troostwijk Auctions, Klaravik, Surplex, Auksjonen, PS Auctions, British Medical Auctions, Vavato i Auktionshuset dab) i una plataforma de subhastes digitals B2B.

## Productes
L’any 2020, la plataforma de subhastes en 16 idiomes es va convertir en el centre del negoci. Cada any es venen més de 55.000 béns industrials en més de 500 subhastes. Aquests béns solen provenir de tancaments d’empreses, reestructuracions o fallides. Surplex ofereix vendes directes, així com tots els serveis presencials necessaris per al comerç internacional de maquinària de segona mà. Això inclou el desmuntatge, la càrrega i el despatx de duanes. A més a més, Surplex ofereix taxacions i valoracions sota la marca Valuplex.